# سالي ميلر غيرهارت
سالي ميلر غيرهارت (15 أبريل عام 1931 - 14 يوليو عام 2021) معلمة ونسوية وكاتبة خيال علمي وناشطة سياسية أمريكية. غدت أول امرأة مجهرة عن مثليتها تنال منصبًا كعضوٍ دائم في هيئة تدريسٍ جامعية بعدما عينتها جامعة سان فرانسيسكو الحكومية في المنصب في عام 1973. عملت غيرهارت على تأسيس أحد أول البرامج الأكاديمية المتخصصة بدراسات المرأة ودراسات النوع الاجتماعي في البلاد. وأصبحت في وقتٍ لاحق من ناشطي حقوق المثليين المعروفين على المستوى الوطني.

## نشأتها
ولدت سالي ميلر غيرهارت في بلدة بيرسبورغ بولاية فيرجينيا عام 1931. كانت والدتها تدعى سارة ميلر غيرهارت ووالدها يدعى كايل مونتاغ غيرهارت. عملت والدتها كسكرتيرة وكان والدها طبيب أسنان. انتقلت غيرهارت حين كانت في مقتبل طفولتها إلى نزل جدتها من طرف والدتها بعدما انفصل أهلها عن بعضهما البعض. وهناك اختبرت المودة الحميمية القائمة بين الإناث وتنامى إعجابها بـ«القوة الجماعية للمرأة».
التحقت غيرهارت بكلية سويت بريار وهي إحدى المؤسسات التعليمية النسائية الواقعة بالقرب من مدينة لينشبرغ بولاية فيرجينيا. وتخرجت بشهادة بكالوريوس آداب في اختصاصي الدراما واللغة الإنجليزية في عام 1952. نالت شهادة ماجستير في اختصاصي المسرح والخطابة العامة من جامعة بولينغ غرين الحكومية في عام 1953. واصلت غيرهارت تعليمها العالي في جامعة إلينوي في إربانا-شامبين لتنال شهادة دكتوراه في اختصاص المسرح في عام 1956، ووضعت نصب عينيها متابعة حياتها في الوسط الأكاديمي.

## التعليم
باشرت غيرهارت تعليم فنون الخطابة والمسرح في جامعة ستيفن إف. أوستن الحكومية الواقعة بمدينة ناكادوتشس بولاية تكساس، وانتقلت بعدها إلى كلية تكساس اللوثرية (الآن أصبحت جامعة) الواقعة في مدينة سيغوين بولاية تكساس.
تكتمت غيرهارت وأخفت حقيقة هويتها الجنسية حين كانت تشغل هذين المنصبين التعليميين حتى تنسجم مع الثقافة السائدة في هاتين الجامعتين. حظيت غيرهارت بشعبيةٍ مهولة وتمتعت بقدرٍ كبير من الإقبال خلال فترة عملها كأستاذة جامعية غير أن حياتها الشخصية كانت حافلة بالمعاناة نتيجة إخفاءها لهويتها الجنسية. وجدت غيرهارت نفسها عرضةً لمحاولات رمت إلى ابتزازها واضطرت على إثر ذلك إلى إنكار ميولها الجنسي علانيةً.
لحقت غيرهارت عشيقتها إلى ولاية كنساس في عام 1969. وانتقلت في السنة اللاحقة إلى مدينة سان فرانسيسكو دون أن يكون عندها أي خطط مستقبلية سوى تصميمها على العيش كمثلية جهارًا.
حصلت غيرهارت على وظيفة في جامعة سان فرانسيسكو الحكومية بحلول عام 1973. وهناك انتقلت من تعليم فن الخطابة إلى تعليم دراسات المرأة. استطاعت غيرهارت خلال الفترة التي قضتها في الجامعة وضع أحد أول المقررات الجامعية المتخصصة بدراسات المرأة ودراسات النوع الاجتماعي في الولايات المتحدة. كانت جامعة سان فرانسيسكو الحكومية أول جامعة تضع مقررًا يتناول قضايا الأدوار الجنسية وأشكال التواصل الجنسي، ويعزى ذلك إلى المساعدة التي قدمتها غيرهارت للجامعة في هذا الشأن. ظلت غيرهارت في الجامعة حتى تقاعدت من منصب الأستاذية في عام 1992.

## انخراطها في النشاط
غدت غيرهارت نشطة سياسيًا بعدما منحتها جامعة سان فرانسيسكو الحكومية منصبًا تعليميًا دائمًا، وناضلت من أجل القضايا النسوية الراديكالية بصورةٍ خاصة.
كافحت غيرهارت جنبًا إلى جنب مع هارفي ميلك وهو أحد أول السياسيين الأمريكيين الذين أفصحوا عن مثليتهم علنًا، من أجل هزيمة المقترح السادس الذي قدمته ولاية كاليفورنيا والمعروف باسم «مبادرة بريغز» في عام 1978. دخلت غيرهارت في مناظرة شهيرة مع جون بريغز وهاجمت مبادرته الرامية إلى حظر المثليين جنسيًا من تبوء مناصب أكاديمية في الجامعات الحكومية بالولاية. ظهر مقطع فيديو مأخوذ من المناظرة في الفيلم الوثائقي «أوقات هارفي ميلك»، وأظهر غيرهارت وهي تتحدث عن عملها مع ميلك من أجل هزيمة المقترح السادس وردود الفعل التي واجهتها في سان فرانسيسكو عقب اغتياله.
كانت غيرهارت إحدى رؤساء المجلس المعني بالدين والمثليين في منتصف سبعينيات القرن العشرين. قدمت هذه المنظمة مجموعة متنوعة من الندوات الحوارية والمنشورات التي هدفت إلى تثقيف اتباع التقاليد الدينية اليهودية المسيحية حيال موضوع المثلية. كذلك سعى المجلس إلى تثقيف المشرعين حول أنماط حياة المثليات والمثليين ومزدوجي التوجه الجنسي والعابرين جنسيًا.
ظهرت غيرهات أيضًا في عدة أفلام وثائقية ومن بينها «إشهار الكلمة: قصص بعض الأشخاص من حياتنا» الذي صدر عام 1977، وفيلم «آخر نداء في مود» الذي صدر عام 1993. كذلك ظهرت بصورة مقتضبة في فيلمٍ قصير من إخراج باربرا هامر في عام 1975.
ناضلت غيرهارت طوال مسيرتها المهنية من أجل حقوق الحيوان وأضحت منخرطة في القضايا البيئية والحركة النسائية الروحية. كانت غيرهارت تطلق على نفسها تسمية «الناشطة السياسية المتعافية».